# Guatteria villosissima
Guatteria villosissima é uma espécie de magnólia. Foi descrito pela primeira vez por A. St.-hil..  Guatteria villosissima pertence ao gênero Guatteria, e à família Annonaceae. Não existe esse tipo listado.